# 漢娜·許古拉
漢娜·許古拉（英文：Hanna Schygulla ，1943年12月25日—）是出生於德國Königshütte的女演員和歌手。漢娜·許古拉早期與導演法斯賓達合作了不少重要作品如《愛比死更冷》、《寂寞芳心》、《瑪麗布朗的婚姻》和《莉莉瑪蓮》。除法斯賓達之外，也與不少重要導演如文·溫德斯、尚盧·高達和法提·阿金合作，1978年以《瑪麗布朗的婚姻》獲得柏林影展最佳女演員銀熊獎，2010年獲頒柏林影展終身成就獎。

## 主要作品
- 1969年 愛比死更冷 (Love is Colder than Death)
- 1969年 外籍工人 (Katzelmacher)
- 1970年 R先生為何會抓狂? (Why Does Herr R. Run Amok?)
- 1971年 當心聖妓 (Beware of a Holy Whore)
- 1972年 與四季交易的商人 (The Merchant of Four Seasons)
- 1972年 佩特拉的苦淚 (The Bitter Tears of Petra von Kant)
- 1974年 寂寞芳心 (Effi Briest)
- 1978年 瑪麗布朗的婚姻 (The Marriage of Maria Braun)
- 1980年 柏林亞歷山大廣場 (Berlin Alexanderplatz)
- 1981年 莉莉瑪蓮 (Lili Marleen)
- 1982年 激情 (Passion)
- 1986年 三角突擊隊 (The Delta Force)
- 2007年 天堂邊緣 (The Edge of Heaven)
- 2011年 浮士德：魔鬼的誘惑 (Faust)